# 安娜·溫特
安娜·温图尔女爵士，CH，DBE（英語：Anna Wintour，1949年11月3日—），是一位长期定居于美国纽约市的英国新闻工作者。她自2020年起开始担任康泰纳仕的全球首席内容官；同时她还是康泰纳仕的艺术总监和《时尚》的全球编辑总监。凭借她那标志性的童花妹妹头和深色太阳镜，安娜已经是时尚界的重要人物；并且因为其对新兴时尚潮流的洞察力而备受赞誉。据报道，她那冷漠和苛刻的性格为她赢得了“核武温图尔（Nuclear Wintour）”的绰号。
安娜·温图尔的父亲查尔斯·温图尔在1959年至1976年期间曾担任《伦敦旗帜晚报》的编辑，他曾经在向安娜咨询过如何使自己的报纸与那个时代的年轻人产生联系。而在安娜青少年时代，她开始对时尚产生了兴趣。她的时尚记者职业生涯始于英国的两本杂志；随后她移居美国，并陆续在《纽约》和《住宅与庭院》任职。此后她又曾一度回到英国生活，然后于1985年到1987年期间成为英国版《时尚》的主编。一年后，她再度前往美国纽约市并接手美国版《时尚》的主编工作，重振了这本被当时人们认为已经一蹶不振的杂志。安娜利用该杂志所塑造的时尚产业一直身处舆论中心，动保主义者抨击她对皮草的支持；而其他批评者则指责她宣传女性气质和美丽中的精英观点。
安娜的前任私人助理劳伦·维斯伯格撰写了一本名为《穿普拉达的女王》的影射小说；该小说于2006年改编为同名电影，并由梅丽尔·斯特里普饰演书中的时尚杂志主编米兰达·普里斯特利。而米兰达这一角色的原型据信就是安娜·温图尔。2009年，安娜再度因为R·J·卡特勒的纪录片《九月刊》而成为焦点。

## 早年境况
安娜·温图尔出生于英国伦敦的汉普斯特德；她的父亲查尔斯·温图尔是《伦敦旗帜晚报》的编辑，而她的母亲埃莉诺·特雷戈·贝克（Eleanor Trego Baker）则是美国哈佛大学法学院教授的女儿。安娜的父母在1940年结婚，但在1979年宣布了离婚。安娜·温图尔的名字来自自己的外祖母安娜·贝克（Anna Baker），她是美国宾夕法尼亚州一名商人的女儿。 安娜的继母名叫奥黛丽·斯劳特（Audrey Slaughter），她是一名杂志编辑并创办了《甜心》与《小衬裙》等杂志。
根据安娜·温图尔祖母的血缘，她是18世纪晚期小说家伊丽莎白·福斯特夫人（后来成为德文郡公爵夫人）与她首任丈夫约翰·托马斯·福斯特的后代，而约翰·福斯特是当时一名苏格兰政治家。同时，安娜的先祖还包括第四代布里斯托尔伯爵弗雷德里克·赫维，他还曾经担任过圣公会德里主教。除此之外，第四代同时也是最后一代福斯特男爵的奥古斯特·维尔·福斯特（Augustus Vere Foster）爵士是安娜的叔祖父。
安娜有四个兄弟姐妹。她的哥哥杰拉德（Gerald Wintour）在他很小的时候死于车祸； 她其中一个弟弟查尔斯现在是《卫报》的外交编辑；而她剩下的弟弟及妹妹——詹姆斯（James Wintour）和诺娜（Nora Wintour）则分别供职于伦敦当地政府和一家国际非政府组织。
当安娜·温图尔年轻的时候，她曾就读于独立学校北伦敦学院学校；在那里，她通过手拎校服裙摆来抗议学校的着装规定。 14岁的时候，安娜将自己的发型梳成了妹妹头。 安娜·温图尔对时尚产生兴趣的源头来自当时由凯西·麦高文在独立电视网所主持的音乐电视节目《准备就绪！》以及由她祖母从美国寄来的杂志《17》。安娜回忆道：“在1960年代的伦敦长大，除非你穿着欧文·佩恩那样的大袍子，否则你不可能对时尚界所发生的一切感到无动于衷。”而当安娜的父亲想为自己的报纸开拓青少年市场时，也经常会咨询她。

## 职业生涯

### 初出茅庐
在接受纪录片《九月刊》的采访时，安娜·温图尔表示，“我认为我的父亲真的为我决定了我应该从事时尚工作这件事”。事实上，安娜的父亲查尔斯·温图尔为她安排的第一份工作就是在一家颇具影响力的精品店——Biba，而当时的安娜仅仅15岁。 次年，安娜从北伦敦学院学校退学并进入哈罗德百货工作。但是在父母的要求下，她还是选择在附近的一家时尚学校上课。不过安娜很快就放弃了这些课程，她认为“对于时尚这件事，你要么了解，要么就不了解”。 安娜的一位年长男友理查德·内维尔在其负责的颇受欢迎但又颇具争议的杂志《奥兹国》上给了她第一次编辑杂志的经历。
1970年，《英国哈泼斯集市》与《女王》两本杂志合并为《哈泼斯女王（Harper's & Queen）》；安娜被聘为新杂志的首批助理编辑之一，她由此开启了自己在时尚新闻界的职业生涯。 不过安娜却告诉她的同事，她更想成为《时尚》的编辑。 在《哈泼斯女王》工作期间，安娜发现了模特儿安娜贝尔·霍丁（Annabel Hodin），她俩曾是北伦敦学院学校的同学。在安娜贝尔的人脉帮助下，她得以与赫尔穆特·牛顿、吉姆·李及其他在当时引领潮流的摄影师结识并与他们合作以寻找合适的创意拍摄地点。其中一个经典合作便是利用脚穿戈戈舞靴的模特儿重新演绎了皮埃尔-奥古斯特·雷诺阿和爱德华·马奈的经典画作。在与自己的竞争对手——闵·霍格所存在的长期矛盾无法调和后， 安娜从《哈泼斯女王》杂志辞职并和自己的自由摄影师男友乔恩·布拉德肖远走高飞去了美国的纽约市。

### 崭露头角
1975年，在她的新家，安娜·温图尔成为纽约市《时尚芭莎》的一名初级时尚编辑。不过就在九个月后，安娜过于标新立异的拍摄手法导致她的编辑托尼·马佐拉（Tony Mazzola）解雇了她。 据报道，安娜当时的男朋友布拉德肖的一位朋友曾将鲍勃·马利介绍给她，然后她与鲍勃就一起消失一周。但2017年在接受《詹姆斯·柯登深夜秀》访问时，安娜表示她从未真正见过这位雷鬼乐传奇人物；但她同时也说道，如果她见过鲍勃的话，一定会和他勾搭到一起。几个月后，在布拉德肖的帮助下，安娜在《薇娃》获得了她人生第一个时尚编辑职位。《薇娃》是一本由《阁楼》杂志出版人鲍伯·古乔内的妻子凯西·基顿所出版的一本女性成人杂志。正是由于该杂志的这种定位，安娜在日后很少谈及这段时间的工作经历。 这份工作让安娜有了聘任私人助理的资格，但同时也让她自己开始有了苛刻及难相处老板的声名。
1978年年底，由于《薇娃》连年亏损，因此鲍伯·古乔内关闭了这本杂志。

### 脚注
1. ↑  . Vogue. 2015-11-24  [2022-08-27]. （原始内容存档于2018-11-13） （英语）.
2. ↑  Elizabeth Snead. . 好莱坞报道. 2012-12-04  [2022-08-27]. （原始内容存档于2022-03-23） （英语）.
3. ↑  Chris Rovzar. . 纽约. 2008-11-04  [2022-08-27]. （原始内容存档于2022-08-27） （英语）.
4. ↑  Edmund Lee. . 纽约时报. 2021-06-09  [2022-08-27]. （原始内容存档于2022-09-27） （英语）.
5. ↑  Moira Macdonald. . 西雅图时报. 2009-10-01  [2022-08-27]. （原始内容存档于2022-05-11） （英语）.
6. ↑  . FreeBMD. Free UK Genealogy CIO.   [2022-08-28]. （原始内容存档于2022-08-28） （英语）.
7. ↑  . FreeBMD. Free UK Genealogy CIO.   [2022-08-28]. （原始内容存档于2022-08-28） （英语）.
8. ↑  Oppenheimer 2005，第2頁.
9. ↑  Oppenheimer 2005，第9頁.
10. ↑  Jeremy Tunstall. . Columbia University Press. 1983: 103  [2022-08-28]. ISBN 9780231058162 （英语）. ...[F]or example a newish magazine is often identified with a particular editor; an example is the association of Audrey Slaughter in the 1960s and 70s with a succession of young women's publications — Honey, Petticoat, and Over 21.
11. ↑  Brian Masters. . Hamish Hamilton. 1981: 298–299  [2022-08-28]. ISBN 9780241106624 （英语）.
12. ↑  Oppenheimer 2005，第6頁.
13. ↑  . 卫报.   [2022-08-28]. （原始内容存档于2020-04-11） （英语）.
14. ↑  Richard Osley. . 卡姆登新报（英语：Camden New Journal）. 2010-05-13  [2022-08-28]. （原始内容存档于2022-08-28） （英语）.
15. ↑  Oppenheimer 2005，第15頁.
16. ↑  Oppenheimer 2005，第21頁.
17. ↑  R·J·卡特勒（英语：R. J. Cutler）(导演).  (纪录片). 路边风景（英语：Roadside Attractions）.  事件发生在 0:18:00. 2009年 （英语）.
18. ↑  Oppenheimer 2005，第22頁.
19. ↑  R·J·卡特勒（英语：R. J. Cutler）(导演).  (纪录片). 路边风景（英语：Roadside Attractions）.  事件发生在 0:19:00. 2009年 （英语）.
20. ↑  Oppenheimer 2005，第42-44頁.
21. ↑  Oppenheimer 2005，第51頁.
22. ↑  Oppenheimer 2005，第58-62頁.
23. ↑  Oppenheimer 2005，第63頁.
24. ↑  Oppenheimer 2005，第70頁.
25. ↑  Oppenheimer 2005，第81頁.
26. ↑  Jo Adams. . 卫报. 2005-09-11  [2022-08-29]. （原始内容存档于2022-07-30） （英语）.
27. 1 2  . 大都会艺术博物馆. 1999-01-12  [2022-08-29]. （原始内容存档于2022-08-29） （英语）.
28. ↑  Oppenheimer 2005，第96頁.
29. ↑  Oppenheimer 2005，第100頁.
30. ↑  Oppenheimer 2005，第109頁.
31. ↑  Samantha Schnurr. . E!. 2017-10-26  [2022-08-29]. （原始内容存档于2022-08-29） （英语）. As for how Bob Marley is in bed, Wintour cleared that up as well. 'Fake news! I've never actually met Bob Marley,' she told Corden, clearing up any rumors that the two dated. However, Corden continued, 'Had you met him, would you have slept with him?' Her answer? 'Absolutely.'
32. ↑  Oppenheimer 2005，第118頁.
33. ↑  Oppenheimer 2005，第120頁.

### 文献
- Oppenheimer, Jerry. . St. Martin's Press. 2005. ISBN 9780312323103 （英语）.
- Weisberger, Lauren. . Random House Publishing Group. 2004. ISBN 9780767914765 （英语）.